# Otto Meissner
Otto Lebrecht Eduard Daniel Meissner (13 de março de 1880, Bischwiller, Alsácia – 27 de maio de 1953, Munique) foi chefe do Gabinete do Presidente da Alemanha de 1920 a 1945 durante quase todo o período da República de Weimar sob Friedrich Ebert e Paul von Hindenburg e, sob o governo nazista de Adolf Hitler.

## Biografia
Filho de um funcionário dos correios, Meissner estudou direito em Estrasburgo de 1898 a 1903, onde também se tornou membro da Straßburg Student Youth Fraternity (Burschenschaft) Germania. Mais tarde, também estudou em Berlim e obteve seu Doutor em Direito em 1908, aos 28 anos, em Erlangen, Baviera. Posteriormente, tornou-se burocrata da ferrovia nacional, a Reichsbahn, em Estrasburgo. Entre 1915 e 1917, participou da Primeira Guerra Mundial no 136º Regimento de Infantaria. Até 1919, ele foi mais ativo na frente como oficial militar da ferrovia, primeiro em Bucareste, depois em Kiev. Ele foi então aceito no serviço diplomático e, a partir de 1918, atuou como encarregado de negócios alemão do governo ucraniano em Kiev.
Graças aos seus bons contatos, em 1919, Meissner tornou-se Conselheiro Interino no "Bureau of the Reichspräsident", que era então o social-democrata Friedrich Ebert, e em 1º de abril de 1920, Meissner ascendeu a Diretor Ministerial e Líder do Bureau. Ebert elevou Meissner ao posto de Secretário de Estado (Staatssekretär) em novembro de 1923. Meissner continuou nesse cargo sob o sucessor de Ebert, Paul von Hindenburg.

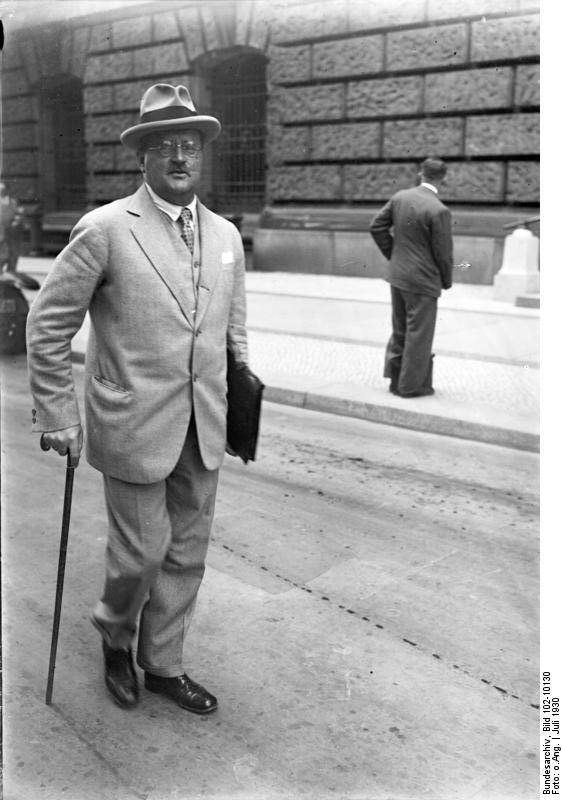
Meissner em julho de 1930

Quando Hitler fundiu as funções de chefe de estado (o presidente) e chefe de governo (o chanceler) em agosto de 1934, o escritório de Meissner foi renomeado como "Chancelaria Presidencial" e restrito em suas responsabilidades a questões representativas e formais de protocolo, enquanto todos os outros assuntos políticos foram atribuídos à Chancelaria do Reich sob a direção de Hans Lammers. Meissner também foi nomeado membro da Academia de Direito Alemão.  Para marcar o quarto aniversário do regime nazista em 30 de janeiro de 1937, Hitler conferiu pessoalmente o Distintivo Dourado do Partido a vários membros não nazistas do governo do Reich, incluindo Meissner (número de membro 3.805.235).  Em 1º de dezembro de 1937, Meissner foi promovido a Ministro de Estado (Staatsminister) e Chefe da, agora novamente renomeada, "Chancelaria Presidencial do Führer e Chanceler". Ele recebeu status igual ao de um Reichsminister, mas sem o título. 
Após a Segunda Guerra Mundial, Meissner foi preso pelos Aliados e interrogado como testemunha durante os Julgamentos de Nuremberg. Em julho de 1947, ele apareceu como testemunha de caráter do acusado ex-secretário de Estado Franz Schlegelberger. Meissner foi finalmente processado no Julgamento de Wilhelmstrasse, mas o tribunal o absolveu em 14 de abril. Dois anos depois, em maio de 1949, foi novamente acusado, desta vez em Munique, e julgado companheiro de viagem. Seu recurso foi negado, mas o processo foi interrompido em janeiro de 1952.
Em 1950, Meissner publicou um livro de memórias cobrindo sua incomum carreira de burocrata em um livro, Secretário de Estado sob Ebert, Hindenburg e Hitler. O escritor Hans-Otto Meissner (1909–1992) era seu filho.

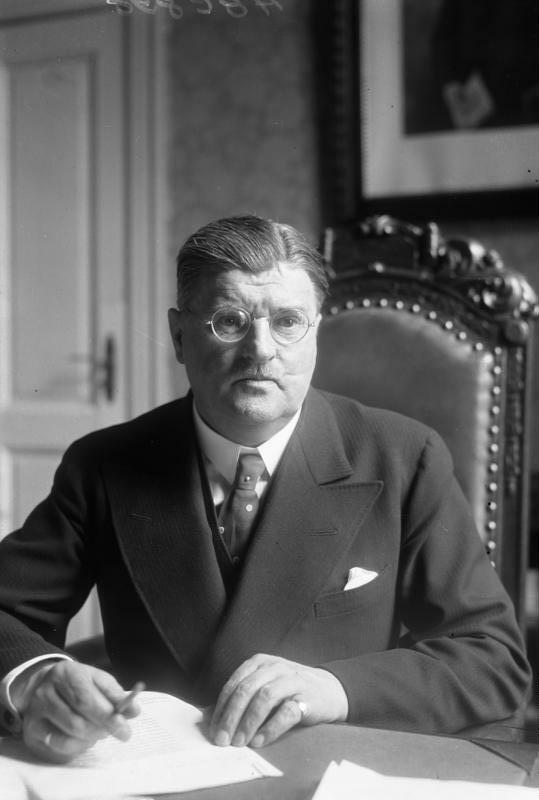
Meissner como Staatsminister

## Papel na história
Meissner, que viveu com sua família no palácio do presidente alemão entre 1929 e 1939, sem dúvida exerceu grande influência sobre os presidentes, especialmente Hindenburg. Juntamente com Kurt von Schleicher e alguns outros, Meissner, em 1929 e 1930, promoveu a dissolução do sistema parlamentar por meio de um gabinete presidencial civil.

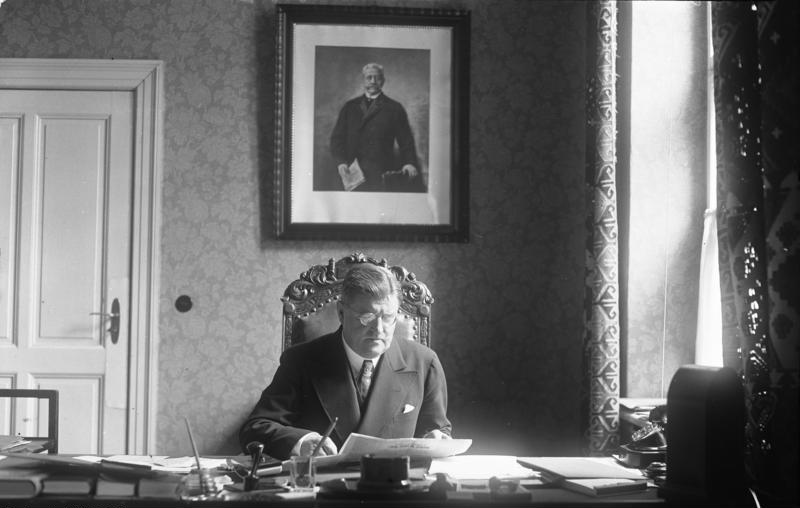
Otto Meissner em 1928

Seu papel na nomeação de Hitler para chanceler de dezembro de 1932 a janeiro de 1933 permanece uma controvérsia entre os historiadores. Como membro da "camarilha", Meissner certamente não teve pouca influência como secretário de Estado por causa de suas relações estreitas com Hindenburg. Juntamente com Oskar von Hindenburg e Franz von Papen, Meissner organizou as negociações com Hitler para depor von Schleicher e nomear Hitler para o cargo de chanceler. Da parte dos nazistas, as negociações foram facilitadas por Wilhelm Keppler, Joachim von Ribbentrop e o banqueiro Kurt Freiherr von Schröder, ex-oficial e chefe do conservador "Herrenklub" (clube de cavalheiros) da velha guarda em Berlim, no qual von Papen foi também ativo. Nem Hitler nem Hindenburg, no final de 1932, teriam iniciado contato um com o outro, tão grande era sua aversão mútua.

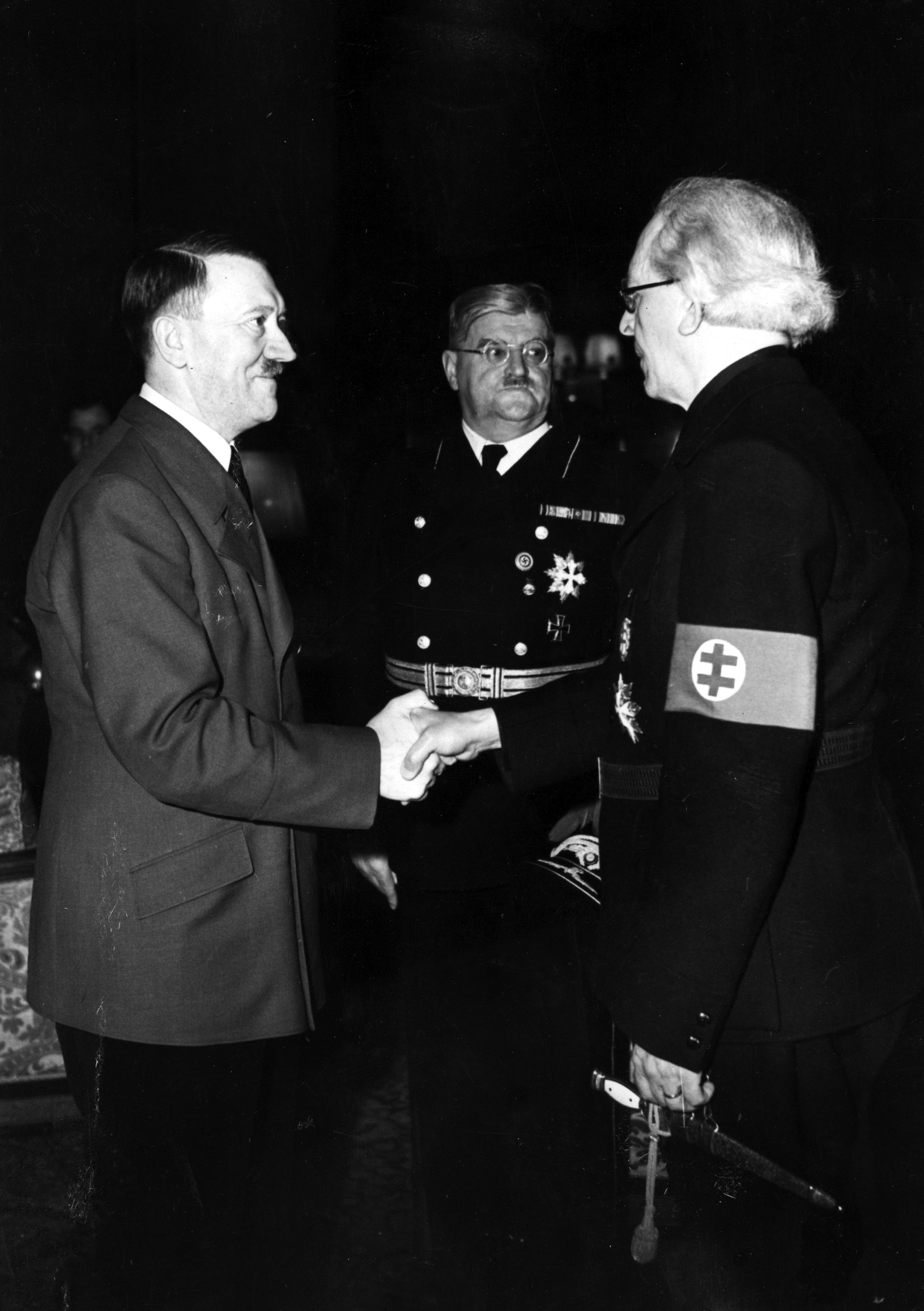
Adolf Hitler, Meissner e Vojtech Tuka em outubro de 1941

Meissner apresentou sua renúncia em 1933, mas foi recusado e assumiu a responsabilidade principalmente pelas funções de delegação. Em 1937, o regime nazista o elevou ao posto de Staatssminister, com o título de "Chefe da Chancelaria Presidencial do Führer e Chanceler". No entanto, politicamente, sua influência no regime de Hitler foi nitidamente menor.

## Trabalhos
- Die Reichsverfassung. Das neue Reichstaatsrecht für den Praktischen Gebrauch, Berlim, 1919
- Das neue Staatsrecht des Reichs und seiner Länder, Berlim, 1921
- Grundriß der Verfassung und Verwaltung des Reichs und Preußens nebst Verzeichnis der Behörden und ihres Aufgabenkreises, Berlim, 1922
- Staatsrecht des Reichs und seiner Länder, Berlim, 1923
- Staats- und Verwaltungsrecht im Dritten Reich, Berlim, 1935
- Deutsches Elsaß, deutsches Lothringen. Ein Querschnitt aus Geschichte, Volkstum und Kultur, Berlim, 1941
- Elsaß und Lothringen, Deutsches Land, Verlagsanstalt Otto Stollberg, (324 páginas), Berlim, 1941
- Staatssekretär unter Ebert, Hindenburg, Hitler. Der Schicksalsweg des deutschen Volkes von 1918 – 1945. Wie ich ihn erlebte, Hamburgo, 1951